# 마쓰모토 게이지로
마쓰모토 게이지로(일본어: 松本 啓二朗 まつもと けいじろう[*], 1986년 6월 24일 ~ )는 일본의 프로 야구 선수이며, 현재 센트럴 리그인 요코하마 DeNA 베이스타스의 소속 선수(외야수)이다.
2012년 등록명은 ‘게이지로’(啓二朗).

## 상세 정보

### 출신 학교
- 지바 경제대학 부속 고등학교
- 와세다 대학

### 선수 경력
- 요코하마 베이스타스·요코하마 DeNA 베이스타스(2009년 ~ )

### 개인 기록
- 첫 출장·첫 선발 출장 : 2009년 4월 3일, 대 주니치 드래곤스 1차전(나고야 돔), 1번·중견수로서 선발 출장
- 첫 타석 : 상동, 1회초에 아사오 다쿠야로부터 1루 땅볼
- 첫 안타 : 2009년 4월 11일, 대 도쿄 야쿠르트 스왈로스 2차전(요코하마 스타디움), 7회말에 라이언 글린의 대타로서 출장, 마쓰오카 겐이치로부터 좌전 안타
- 첫 도루 : 2009년 4월 15일, 대 히로시마 도요 카프 2차전(MAZDA Zoom-Zoom 스타디움 히로시마), 7회초에 2루 안착(투수 : 마이크 슐츠, 포수 : 이시하라 요시유키)
- 첫 타점 : 2009년 4월 22일, 대 히로시마 도요 카프 4차전(요코하마 스타디움), 7회말에 우메쓰 도모히로로부터 중견수 희생 플라이
- 첫 홈런 : 2010년 9월 25일, 대 주니치 드래곤스 24차전(요코하마 스타디움), 5회말에 야마모토 마사로부터 우월 2점 홈런

### 등번호
- 6(2009년 ~ 2014년)
- 61(2015년 ~ )

### 등록명
- 松本 啓二朗(2009년 ~ 2011년, 2013년 ~ )
- 啓二朗(2012년)

### 연도별 타격 성적
| 연 도      | 소 속         | 경 기 | 타 석 | 타 수 | 득 점 | 안 타 | 2 루 타 | 3 루 타 | 홈 런 | 루 타 | 타 점 | 도 루 | 도 루 자 | 희 생 번 | 희 생 플 | 볼 넷 | 고 4 | 사 구 | 삼 진 | 병 살 타 | 타 율 | 출 루 율 | 장 타 율 | O P S |
| ---------- | ------------- | ----- | ----- | ----- | ----- | ----- | ------- | ------- | ----- | ----- | ----- | ----- | -------- | -------- | -------- | ----- | ---- | ----- | ----- | -------- | ----- | -------- | -------- | ----- |
| 2009년     | 요코하마 DeNA | 22    | 47    | 44    | 4     | 6     | 0       | 0       | 0     | 6     | 1     | 1     | 1        | 0        | 1        | 2     | 0    | 0     | 10    | 1        | .136  | .170     | .136     | .307  |
| 2010년     | 요코하마 DeNA | 34    | 54    | 44    | 8     | 13    | 1       | 0       | 2     | 20    | 6     | 1     | 1        | 3        | 0        | 7     | 0    | 0     | 10    | 0        | .295  | .392     | .455     | .847  |
| 2011년     | 요코하마 DeNA | 47    | 116   | 104   | 9     | 22    | 4       | 1       | 0     | 28    | 11    | 2     | 2        | 6        | 2        | 4     | 0    | 0     | 15    | 2        | .212  | .236     | .269     | .506  |
| 2012년     | 요코하마 DeNA | 18    | 10    | 8     | 3     | 1     | 0       | 0       | 0     | 1     | 1     | 0     | 0        | 2        | 0        | 0     | 0    | 0     | 1     | 0        | .125  | .125     | .125     | .250  |
| 2013년     | 요코하마 DeNA | 72    | 166   | 154   | 14    | 38    | 3       | 1       | 4     | 55    | 14    | 0     | 1        | 8        | 0        | 4     | 0    | 0     | 34    | 2        | .247  | .266     | .357     | .623  |
| 2014년     | 요코하마 DeNA | 34    | 58    | 54    | 8     | 14    | 5       | 0       | 0     | 19    | 5     | 1     | 0        | 2        | 0        | 1     | 0    | 1     | 10    | 1        | .259  | .286     | .352     | .638  |
| 통산 : 5년 | 통산 : 5년    | 227   | 451   | 408   | 46    | 94    | 13      | 2       | 6     | 129   | 38    | 5     | 6        | 21       | 3        | 18    | 0    | 0     | 80    | 6        | .230  | .263     | .316     | .581  |

- 2014년 시즌 종료 기준
- 요코하마(요코하마 베이스타스)는 2012년에 DeNA(요코하마 DeNA 베이스타스)로 구단명을 변경